# SINEs
SINEs (англ. Short interspersed nuclear element, Короткие Диспергированные Повторы) — короткие последовательности ДНК (менее 500 пар оснований) в геноме эукариот, появившиеся в результате обратной транскрипции коротких молекул РНК, транскрибируемых РНК-полимеразой III: 5S рРНК, тРНК и различные мяРНК.
SINEs не кодируют белки, и их транспозиция в геноме зависит от других мобильных элементов.
Выделяют 3 группы SINE в зависимости от того, какая РНК стала их предшественником.:
- SINE, произошедшие от тРНК (обычны у беспозвоночных и позвоночных животных, у многих цветковых растений);
- SINE, произошедшие от 7SL РНК (встречаются только у грызунов, приматов и тупайи);
- SINE, произошедшие от 5S рРНК (найдены у некоторых рыб и у некоторых млекопитающих).